# Pointe de flèche arabe souscrite vers la droite
La pointe de flèche arabe souscrite vers la droite est une signe diacritique vocalique de l’alphabet arabe utilisé au Sénégal notamment dans l’écriture du balante, du diola, du wolof.

## Utilisation
Au Sénégal, le pointe de flèche arabe souscrite vers la droite représente une voyelle mi-fermée antérieure non arrondie [e] dans l’écriture du balante, du diola, du wolof (wolofal).

## Représentation informatique
La pointe de flèche arabe souscrite vers la droite peut être représentée avec le caractère U+08FA Arabic right arrowhead below (pointe de flèche arabe souscrite vers la droite).